# Nikolaos Triandafilakos
Nikolaos Triandafilakos (gr. Νικόλαος Τριανταφυλλάκος; ur. 8 listopada 1855 w Tripoli, zm. 16 września 1939 w Atenach) – grecki polityk, premier Grecji (1922).

## Życiorys
Ukończył studia prawnicze na uniwersytecie ateńskim, naukę kontynuował w Niemczech, Francji i w Szwajcarii. Po powrocie do kraju pracował w wyuczonym zawodzie, ale w 1892 zaangażował się w politykę kandydując do parlamentu. W wyborach uzyskał mandat deputowanego (w parlamencie zasiadał nieprzerwanie do 1928). W 1897 kierował resortem sprawiedliwości w rządzie Dimitriosa Rallisa, a w 1898 objął kierownictwo resortu spraw wewnętrznych.
W latach 1920-1921 pełnił funkcję Wysokiego Komisarza w Konstantynopolu. W tym czasie aktywnie zabiegał o usunięcie patriarchy Melecjusza i zastąpienie go osobą sprzyjającą Grecji. Po klęsce armii greckiej w Azji Mniejszej i dymisji rządu Protopapadakisa, król Konstantyn I powierzył Triandafilakosowi misję utworzenia nowego rządu o charakterze przejściowym. Pod wpływem buntu oficerów, dowodzonych przez gen. Nikolaosa Plastirasa, Triandafilakos podał się do dymisji wraz ze swoim gabinetem.